# ضرب تنسوری فضاهای هیلبرت
در ریاضیات و به‌ویژه آنالیز تابعی، ضرب تِنسوری فضاهای هیلبرت راهی برای گسترش برساخت ضرب تنسوری است به‌طوری‌که نتیجهٔ ضرب تنسوری دو فضای هیلبرت، فضای هیلبرت دیگری است. به‌طور کلی این ضرب تنسوری، کامل‌سازی فضای متریک ضرب تنسوری معمولی است. این نمونه‌ای از ضرب تنسوری توپولوژیکی است. ضرب تنسوری به فضاهای هیلبرت اجازه می‌دهد تا در یک رستهٔ متقارن تکواره‌ای مجتمع شوند.

## تعریف
از آنجایی که فضاهای هیلبرت دارای ضرب داخلی هستند، می‌خواهیم یک ضرب داخلی و در نتیجه یک توپولوژی را بر روی ضرب تنسوری معرفی کنیم که به‌طور طبیعی از ضرب داخلی بر روی فاکتورها ناشی می‌شود. فرض کنید {\displaystyle H_{1}} و {\displaystyle H_{2}} دو فضای هیلبرت و به‌ترتیب با ضرب داخلی  {\displaystyle \langle \cdot ,\cdot \rangle _{1}} و {\displaystyle \langle \cdot ,\cdot \rangle _{2}} باشند. ضرب تنسوری {\displaystyle H_{1}} و {\displaystyle H_{2}} را به همان صورت که در مقالهٔ ضرب تنسوری توضیح داده شده است، بسازید. ما می‌توانیم این ضرب تنسوری فضای برداری را با تعریف
{\displaystyle \left\langle \phi _{1}\otimes \phi _{2},\psi _{1}\otimes \psi _{2}\right\rangle =\left\langle \phi _{1},\psi _{1}\right\rangle _{1}\,\left\langle \phi _{2},\psi _{2}\right\rangle _{2}\quad \forall \phi _{1},\psi _{1}\in H_{1}\quad \And \quad \forall \phi _{2},\psi _{2}\in H_{2}}
به فضای ضرب داخلی تبدیل کرده و از طریق خطی بودن گسترش دهیم. اینکه آیا این واقعاً یک ضرب داخلی است یا خیر با شناسایی نگاشت‌های دوخطی اسکالر در {\displaystyle H_{1}\times H_{2}} و تابعی‌های خطی در ضرب تنسوری فضای برداری آن‌ها تصدیق‌پذیر است. در پایان، در بستر ضرب داخلی کامل‌سازی کنید. فضای هیلبرت حاصل، ضرب تنسوری {\displaystyle H_{1}} و {\displaystyle H_{2}} است.

## خواص
اگر {\displaystyle H_{1}} و {\displaystyle H_{2}} به‌ترتیب دارای پایه‌های متعامد یکه {\displaystyle \left\{\phi _{k}\right\}} و {\displaystyle \left\{\psi _{l}\right\}} باشند، آنگاه {\displaystyle \left\{\phi _{k}\otimes \psi _{l}\right\}} یک پایهٔ متعامد یکه برای {\displaystyle H_{1}\otimes H_{2}} است. بعد فضای هیلبرت حاصل از ضرب تنسوری برابر با ضرب ابعاد فضاهای هیلبرت اولیه است.